# Igaraparana batesi
Igaraparana batesi är en mångfotingart som beskrevs av Hoffman 1982. Igaraparana batesi ingår i släktet Igaraparana och familjen Chelodesmidae. Inga underarter finns listade i Catalogue of Life.